# 美洲絨杜父魚
美洲絨杜父魚，為輻鰭魚綱鮋形目杜父魚亞目絨杜父魚科的其中一種，為溫帶海水魚，分布於西北大西洋區，從加拿大拉布拉多半島至美國乞沙比克灣海域，棲息深度可達180公尺，體長可達64公分，棲息在岩石底質底層水域，以甲殼類、軟體動物、海膽、魚類等為食，會在海綿基部上產卵，生活習性不明。